# Nonnula ruficapilla
La monjilla coronada, macurú plomizo o monjita de gorro rufo (Nonnula ruficapilla) es una especie de ave de la familia Bucconidae, que se encuentra en Bolivia, Brasil y el Perú.

## Hábitat
Vive en el sotobosque del bosque de galería y áreas inundables estacionalmente, del suroccidente de la Amazonia, por debajo de los 1.250 m de altitud. Prefiere las concentraciones de bambú.

## Descripción
Mide entre 13,5 y 14 cm de longitud. Presenta píleo de color castaño rojizo rufo; piel orbital roja; mejillas, nuca, lados del cuello y flancos grises; pecho color ocre; vientre blancuzco y dorso marrón.

## Alimentación
Se alimenta de insectos.

## Reproducción
Para nidificar escava una galería en un barranco, construyendo una cámara incubadora forrada con hojas y otros materiales vegetales secos, donde la hembra pone 2 o 3 huevos blancos y brillantes.